# بواسير
البواسير (بالإنجليزية: Hemorrhoids) هي أوعية دموية مُنتفخة في القَناةُ الشَّرجِيَّة، والتي في حالتها الطبيعية تُساعد على التحكم في البراز. وتصبح مرضية عندما تتضخم أو تلتهب. وفي هذه الحالة يُسمى مرض البواسير.
أعراض البواسير تعتمِد على نوع ودرجة الالتهاب. حيثُ أن البواسير الداخلية عادةً لا تُسبب نزفاً شرجياً مؤلماً، بينما البواسير الخارجية فقد تُنتج عنها بعض الأعراض أو إذا كانت مصابة بالخثار فالألم يكون كبيراً مع تضخُم في منطقة فتحة الشرج. يعزو الكثير من الناس خطأً أي أعراض تحدث عند منطقة فتح الشرج إلى «البواسير» بينما تكون هناك مسببات أخطر لتلك الأعراض من الواجب استبعادها.
في حين أن السبب الدقيق للبواسير لا يزال غير معروف، يعتقد أن هناك عددًا من العوامل التي قد تسببها لأنها تزيد من الضغط في البطن. قد يشمل ذلك الإمساك والإسهال والجلوس على المرحاض لفترة طويلة. البواسير أكثر شيوعًا أثناء الحمل. ويتم التشخيص من خلال النظر إلى منطقة الإصابة. يساعد تنظير القولون في تأكيد التشخيص واستبعاد الأسباب الأكثر خطورة. وتنشأ البواسير نتيجة لتجمع الدم بطريقة غير طبيعية وغير معتادة في أوردة منطقة الشرج، ما يؤدي إلى ارتفاع ضغط الدم داخلها، وبالتالي لا تتحمل جدران الأوعية الوريدية ذلك الحال، وتبدأ بالتمدد والانتفاخ، الأمر الذي يجعلها مؤلمة، وخاصةً عند الجلوس.
في كثير من الأحيان، لا يلزم علاج محدد. تشمل التدابير الأولية زيادة تناول الألياف الغذائية، والإكثار من شرب السوائل، واستخدام مضادات الالتهاب اللاستيرويدية للمساعدة في تخفيف الألم، والشعور بالراحة. يمكن وضع الكريمات العلاجية على المنطقة، ولكن مدى فعاليتها غير مدعوم سوى بالقليل من الأدلة. يمكن تنفيذ عدد من الإجراءات البسيطة إذا كانت الأعراض شديدة أو لم تتحسن مع التدابير الأولية. الجراحة مخصصة لأولئك الذين فشلوا في التحسن باتباع هذه التدابير.
ما يقرب من 50% إلى 66% من الناس يعانون من مشاكل البواسير في مرحلة ما من حياتهم. يتأثر الذكور والإناث بمعدل متساوٍ. تؤثر البواسير في أغلب الأحيان على الأشخاص بين سن الخامسة والأربعين والخامسة والستين، وهي أكثر شيوعًا بين الأغنياء. وعادة ما تكون نتائج المرض طبيعية. أول ذكر معروف للمرض كان في بردية مصرية تعود لسنة 1700 قبل الميلاد.

## العلامات والأعراض

البواسير الخارجية كما تَظهَر حول فُتحة الشرج.

أعراض البواسير تختلِف بين البواسير الداخلية والخارجية، ومع ذلك فقد يُصاب العَديد مِن الناس بمزيج من الإثنين. ونادراً ما يَحدث نزيف دم حاد يُؤدي للأنيميا، ومن غير المألوف حدوث نزيف دم يؤدي لوفاة الشخص. يشعُر العديد من الناس بالحرج في مواجهة هذا المرض، وعادةً ما يلجأون للرعاية الطبية عند تفاقُم حالتُهم الصِّحية.

### البواسير الخارجية
تُسبب البواسير الخارجية بعض المشاكل الصحية إذا كانت غير مُتخثرة، أما في حالة إصابتها بالخثار تكون البواسير مؤلمة جداً. ولكن سرعان ما يختفي هذا الألم في غضون يومين أو ثلاثة أيام.  أما التضخمات فقد تستغرق عِدة أسابيع لتختفي بعدها. وقد تبقى زوائد جلدية بعد الشِفاء. أما إذا كانت البواسير كبيرة الحجم وتسبب مشاكل في النظافة، فقد تؤدي إلى التهاب الجِلد المُحيط بها ومن ثم حكة حول فُتحة الشرج.

### البواسير الداخلية
عادةً ما يُصاحب البواسير الداخلية نزيف دموي مع البراز لونه أحمر فاتح ولا يُسبب ألم، وذلك خلال أو بعد عملِية الإخراج. وعادةً ما يُغطي الدم البُراز وهو المعروف بـ التَغَوُّطٌ المُدَمَّى، ويُلاحظ الدم على ورق التواليت أو في المرحاض. أما البراز فعادةً ما يكون بلونِهِ الطَبيعي.
قد تشمل الأعراض الأخرى إفرازات مُخاطية أو كتلة حول الشرج قد تتدلى من فُتحة الشرج أو حكة أو تسرب البراز. وعادةً ما تكون البواسير الداخلية مؤلمة فقط عندما تكون مخثورة أو نخرية.

## أسباب الإصابة
السبب الدقيق لأعراض البواسير غير معروفة. لكن هُناك عِدة عوامل تلعبُ دوراً بالتسبب بالمرض مِنها: عدم انتظام حركة الأمعاء (الإمساك أو الإسهال)، أو عدم مُمارسة الرياضة، أو عوامل غِذائية (حمية غذائية قليلة الألياف)، أو زيادة في الضَّغْطُ داخِلَ البَطْن (الاستسقاء البطني والحمل)، أو عوامل وراثية أو عدم وجود صمامات في أوردة البواسير أو تقدم السن. من العوامل الأخرى التي قد تزيد من مخاطر حدوث البواسير: السمنة، والجلوس لفترات طويلة، والسعال المزمن، وضعف قاع الحوض. على أن الأدلة التي تدعم تِلك العوامل قليلة جداً.
أثناء الحمل يضغط الجنين على البطن وتُحدث التغيرات الهرمونية تضخماً في أوردة البواسير. الولادة أيضاً من شأنها أن تزيد من الضَّغط داخل البطن.
ونادراً ما تحتاج السيدة الحامل إلى تدخل جراحي، وعادة ما تختفي الأعراض بعد الولادة.

## فسيولوجيا المَرَض
وسائد البواسير هي جزء طبيعي في جسم الإنسان، تصبح مرضاً عندما تطرأ عليها تغيرات غير طبيعية.
يوجد ثلاث وسائد في القناة الشرجية الطبيعية.
عادة ما تكون هذه الوسائد في الجانب الأيسر والجانب الأمامي الأيمن والجانب الخلفي الأيسر.
ولا يوجد بها شرايين أو أوردة بل أوعية دموية تُعرف بأشباه الجيوب والنسيج الضام والعضلات الملساء. لا يوجد أنسجة عضلية في جدار الجيوب كما في الأوردة. وتعرف هذه المجموعة من الأوعية الدموية بـالضَّفيرَةُ الوريدية المستقيمية (الباسُورِيَّة).
وسائد البواسير هامة في عملية حصر الغائط وتُساهم في 15–20% من ضَغط غلق الشرج في الراحة وتحافظ على عضلات العاصرة الشَّرجِيَّة أثناء مُرور البراز. عند إصابة الشخص بالمرض، يزيد الضغط داخل البطن وتتضخم وسائد البواسير إلى حجم يُساعِد في غلق فُتحة الشرج.
ويُعتقد أن أعراض البواسير تظهر عِندما تنزل هذه التركيبة من الأوعية أو عند زيادة الضغط الوريدي بشكل كبير.
وقد تتضمن أعراض البواسير أيضاً ارتفاعاً في ضغط العاصرة الشَّرجِيَّة.
وللبواسير نوعان: الداخلية من الضَّفيرَةُ الباسُورِيَّةُ العُلْوِيَّة والخارجية من الضفيرة الباسورية السفلية. ويفصل الخط المسنن بين الجزئين.

## التشخيص
| الدرجة | مخطط | الصورة          |
| ------ | ---- | --------------- |
| 1      |      | Endoscopic view |
| 2      |      |                 |
| 3      |      |                 |
| 4      |      |                 |

يتم تشخيصُ البواسير عادةً بالفحص الطِّبي الجسدي.
قد تُشَّخص البواسير الخارجية أو المُدلاة، بالفحص بالنظر للشرج والمنطقة المحيطة. ويُمكِن إجراء فحص للمُستقيم للكشف عن أي إمكانية لوجود الأورام في المستقيم أو سلائل أو تضَّخُم في البروستات أو خراج.
قد يكون الفحص غير مُمكِن بدون تسكين مُلائم للألم مع أن مُعظم البواسير الداخلية غير مؤلمة. وللتأكد من التشخيص البصري للبواسير الداخلية قد نحتاج لـمنظار الشرج وهو أنبوب مُجوف مُرفق بإضاءة في نِهايته.
يوجد نوعان من البواسير: الخارجية والداخلية ويتم التمييز بينهما حسب موقعهما بالنسبة للخط المُسنن. قد يُعاني الشخص من أعراض النوعين في نفس الوقت. في حالة الإحساس بالألم من المُرجح أن تكون الحالة شق في الشرج أو بواسير خارجية أكثر من أن تكون بواسير داخلية.

### البواسير الداخلية
البواسير الداخلية هي تلك التي تحدث فوق الخط المسنن. وتكون مغطاة بـنسيج طلائي عمادي وليس بها مستقبلات حسية ولذا لا يوجد إحساس بالألم.
في عام 1985 تم تصنيفها إلى أربع درجات حسب مستوى تدليها (هبوطها):
- الدرجة الأولى: لا يوجد هبوط أو تدلي في الأوعية الدموية، فقط بُروزها.[20]
- الدرجة الثانية: التدلي عند الحَزْق، لكن تعود الأوعية تلقائياً بعد الحزق.
- الدرجة الثالثة: التدلي عند الحزق، مع عودة الأوعية إلى الداخل يدوياً.
- الدرجة الرابعة: التدلي عند الحزق، مع العجز عن إعادة الأوعية للداخل يدوياً.

### البواسير الخارجية

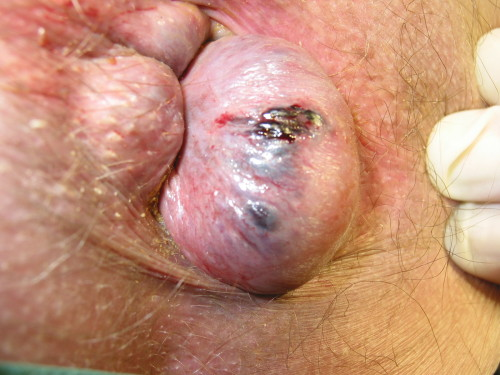
باسور خارجي مخثور

البواسير الخارجية هي تِلك التي تحدث تحت الخط المسنن أو الخَطُّ الشَّرجِيُّ الجِلْدِيُّ. وهي مغطاة من الناحية القريبة بنسيج طلائي شرجي ومن الناحية البعيدة بطبقة جلديّة وكِلاهما حساستين للألم والحرارة.

### التشخيص التفريقي
العديد من الأمراض الشرجية المستقيمية وتشمل الشقوق الشرجية والنواسير الشرجية والخراجات والسرطان القولوني المستقيمي والدوالي الشرجية والحكة كُلها لها نفس الأعراض وقد تُشخص خطأً على أنها بواسير.
قد يَحدث النزيف الشرجي بسبب سرطان القولون أو التهاب القولون أو داء الأمعاء الالتهابي أو داء الرتوج أو خلل التنسج الوعائي. في حالة وجود فقر الدم يجب وضع الأسباب الأخرى في الاعتبار.
من الأسباب الأخرى التي قد تُسبب تضخماً في الشرج: الزوائد الجلدية والثؤلول التناسلي وتدلي المستقيم والسلائل والحليمات الشرجية المُتضخمة.
الدوالي الشرجية والتي تنتج عن فرط ضغط الدم البابي وهو (ضغط الدم في الوريد البابي) قد تُشبه البواسير ولكنها حالة مُختلفة.

## الوقاية
هناك العديد من الإجراءات الوقائية الموصى بها، وتشمل عدم الإجهاد أثناء عملية التبرز، وتجَنُب الإمساك والإسهال وذلك إما باتباع حِمية غذائية غنية بالألياف أو بشرب الكثير من السوائل أو تناول مكملات الألياف وممارسة الرياضة. قضاء وقت أقل أثناء عملية التبرز وتجنب القِراءة أثناء الجلوس على المرحاض، بالإضافة إلى إنقاص الوزن في حالة السُمنة؛ وينصح أيضاً بتجنب حَمّل الأوزان الثقِيلة.

### العِلاج المُحَافِظ
يتكون العِلاج المحافظ عادةً من التغذية الغنية بالألياف الغذائية، وتناول السوائل عن طريق الفم للحفاظ على الترطيب، وأخذ مضادات الالتهاب اللاستيرويدية (NSAID)، حَمَّامُ المِقْعَدَة، والراحة. وقد ظهر أن زيادة تناول الألياف تؤدي إلى تحسّن النتائج، ويمكن تحقيق ذلك عن طريق تعديل الحميّة الغِذائية أو تناول مكملات الألياف. ولكن تبقى الأدلة على فوائد حمامات المقعدة في أي مرحلة من مراحل العلاج ناقصة. وفي حال اللجوء إليها فينبغي أن تقتصر على 15 دقيقة في كل مرة.
يوجد العديد من العوامل الموضعية والتحاميل لعِلاج البواسير، إلا أن هُناك القليل من الأدلة لدعم استخدامها. العوامل التي تحتوي على الستيرويد لا ينبغي أن تُستخدم لأكثر من 14 يوماً نظراً لأنها قد تُسبب ترقُق الجِلد. وتحتوي مُعظم العوامل على مزيج من المكونات الفعالة. وقد تشمل: كريم حاجزي مثل الفازلين أو أكسيد الزنك، عامل مُسكن للألم مثل ليدوكائين، ومضيق للأوعية مثل الأدرينالين. أما الفلافونويد فهُناك شكوك حول فائدتها ومن المُحتمل أن تُحدث آثاراً جانبية. وعادة ما تتراجع أعراض البواسير بعد الحمل، وهكذا يُمكن تأجيل العلاج إلى ما بعد الولادة.

### الإجراءات
من الممكن تنفيذ عدد من الإجراءات في عيادة الطبيب. وفي حين أنها تعتبر آمنة عموماً، إلا أنه من الممكن حدوث بعض الآثار الجانبية الخطيرة النادرة مثل الإنتان حول الشرج.
- ربط الشريط المطاطي عادةً ما يوصى بِهِ كخط عِلاج أول لدى المُصابين بالدرجة 1 - 3 من المرض.[20] وهو الإجراء الذي يتم فيه وضع أربطة مرنة على البواسير الداخلية على ارتفاع لا يقل عن 1 سم فوق الخط المسنن لقطع امدادات الدم عنها.[6] وفي غضون 5-7 أيام، تسقُط البواسير الذابلة.[6] وإذا تم وضع الشريط قريباً جداً من الخط المسنن، فإنه يُسبِب ألماً شديداً على الفور.[6] وقد وجِّدَ أن نِسبة الشِفاء تصِّل إلى حوالي 87٪،[6] مع مُضاعفات يصل مُعَدلها إلى 3٪.[20]
- المعالجة بالتصليب وتنطوي على حقن بالعامل المصلّب، مثل الفينول، داخل الباسور. مما يتسبب في تداعي جدران الوريد وانهيارها وذبول البواسير. ويصل معدل نجاح العلاج بعد أربع سنوات إلى 70% تقريباً.[6]
- تستخدم عمليات الكي بفعالية لعلاج البواسير، ولكِنها عادةً ما تُستخدم فقط عندما تفشل الطُرق الأخرى. ويُمكن أن يتم هذا الإجراء باستخدام الكي الكهربائي، والأشعة تحت الحمراء، وجراحة الليزر،[6] أو الكي بالتبريد.[28] قد يكون الكي بالأشعة تحت الحمراء خياراً للدرجتين 1 أو 2 من المرض.[20] وتجدر الإشارة إلى أن معدلات عودة الإصابة مرتفعة في الدرجتين 3 و 4 من المرض.[20]

### الجراحة
هناك عدّة تقنيات جراحية يُمكن استخدامُها في حالة فشل الإجراءات المُحافِظة والبَسيطة. ترتبط جميع العِلاجات الجراحية بدرجة مُعينة من المضاعفات منها النزيف والعدوى وتضيق الشرج واحتباس البول، وذلك بسبب قرب المستقيم من الأعصاب التي ترتبط بالمُثانة. وقد تكون هناك أيضاً إمكانية ضئيلة للإصابة بسلس البراز، وخاصة السائل مِنه، بمُعدلات تتراوح بين (0% - 28٪). وقد تحدث حالة الشتر الخارجي بعد استئصال الباسور (وغالباً يترافق مع تضيق الشرج). وهو الحالة التي يُصبح فيها الغشاء المخاطي للشرج مقلوباً من فتحة الشرج، بما يُشبه شكل خفيف جداً من هبوط المستقيم.
- استئصال الباسور هو الاستئصال الجراحي للباسور ويتم اللجوء إليه بشكل رئيسي في الحالات الشديدة فقط.[6] ويترافق مع ألم شديد بعد الجراحة، وعادةً ما يتطلب من 2 إلى 4 أسابيع للتَعافي.[6] ومع ذلك، هُناك فائدة أكبر مِنها على المدى الطويل في البواسير من الدرجة 3 مُقارنة بربط الشريط المطاطي.[32] ويُعتبر الاستئصال هو العِلاج الموصى بِه في الحالات التي يوجد فيها ورم دموي حول الشرج. إذا أجريت في غضون 24-72 ساعة.[16][20] يساعد استخدام مرهم نيتروغليسرين بعد الإجراء الجراحي في تخفيف الألم والشفاء.[33]
- الموجهة بأشعة دوبلر وهي إزالة تشريُن البواسير عبر الشرج ويُعتبر أقل تدخل جراحي مُمكِن، وذلك باستخدام الموجات فوق الصوتية دوبلر لتحديد دقيق لتدفق الدم في الشرايين. «تربط» هذه الشرايين ومن ثم تُخاط الأنسجة المتدلية مرة أخرى لتُعاد إلى وضعها الطبيعي. يكون مُعدل تِكرار حدوث البواسير مرة أخرى أعلى قليلاً، ولكن مضاعفاتِه أقل مُقارنة باستئصال الباسور.[6]
- استئصال الباسور المدبّس، والمعروف أيضاً باسم «تثبيت البواسير بالتدبيس»، هو الإجراء الذي ينطوي على إزالة الكثير من أنسجة البواسير المُتضخِمة بشكل غير طبيعي، تليها إعادة موضعة الأنسجة الباسورية المتبقية مرة أخرى في موضعها التشريحي الطبيعي. وهي أقل إيلاماً عادةً وتترافق مع سرعة الشفاء بالمقارنة مع إزالة البواسير الكاملة.[6] ولكن إمكانية عودة أعراض البواسير أكبر من استئصال البواسير التقليدي[34]، وبالتالي يوصَّى باللجوء إليها عادةً في الدرجتين 2 أو 3 من المرض.[20]

## الوبائيات
من الصعب تحديد مدى شُيوع البواسير، لأن عدداً كبيراً من المصابين بِهِ لا يُراجعون مُقدمي الرعاية الصحية. ومع ذلك، فإنه يُعتقد أن البواسير المُترافقة بأعراض تؤثِر على 50% على الأقل من سكان الولايات المتحدة في وقت ما خِلال حَياتهم، ويتأثر حوالي 5% من السكان به في نفس الفترة من حياتهم. ويتأثر كلا الجنسين به بنفس المعدل تقريباً، لكن تبلغ المعدلات ذروتها بين عمري (45 - 65) سنة. وهي أكثر شيوعاً في العرق القوقازي ولدى الأفراد الذين يَعيشون وضعاً اجتماعياً واقتصادياً مُتقدماً.
النتائج على المدى الطويل جيدة عموماً، على الرغم من أن بعض الناس قد يُعانون من نوبات عرضية متكررة. وتحتاج نِسبة صغيرة فقط من الأشخاص إلى عملية جراحية لعلاجِه.

## التاريخ

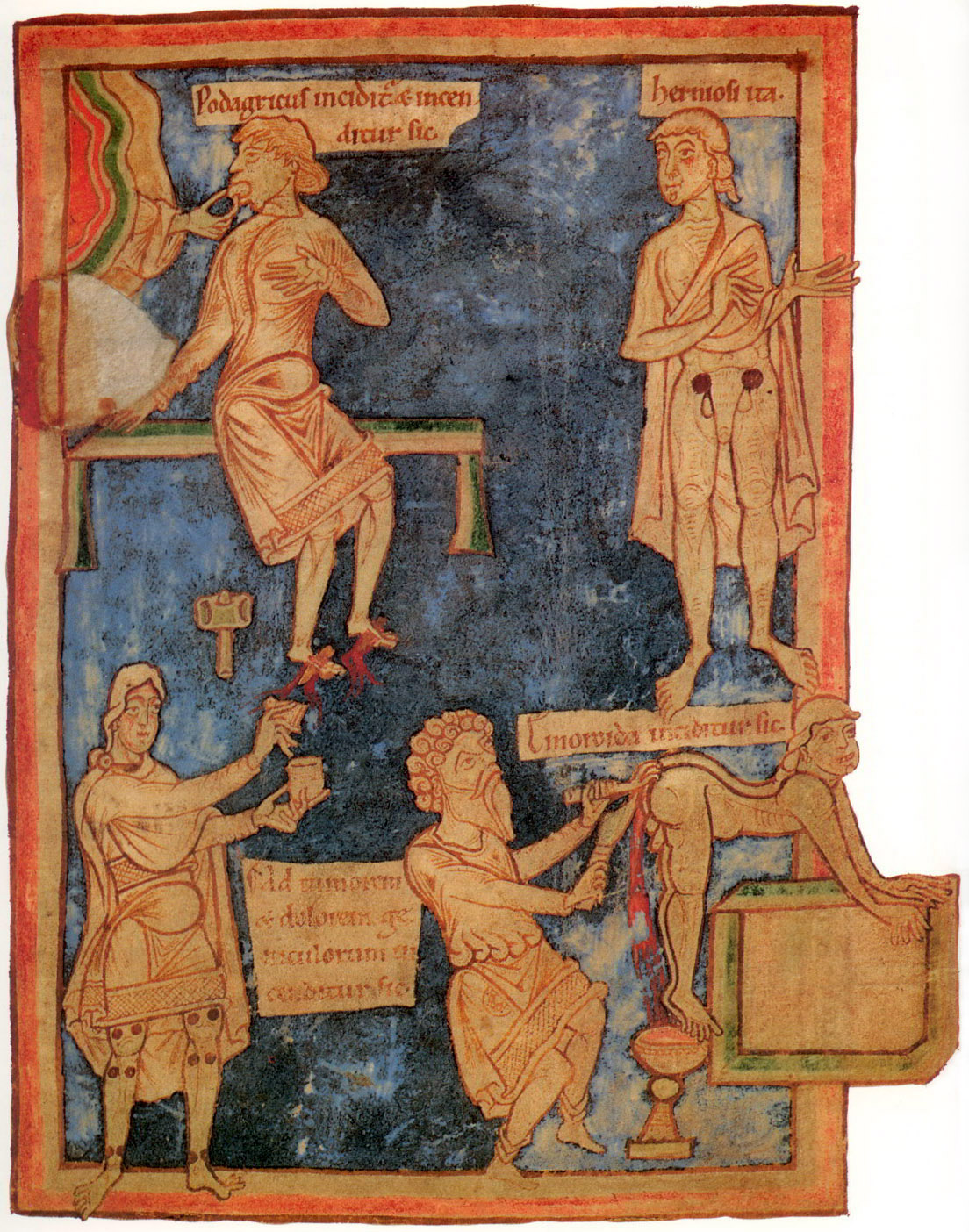
لوحة من القرن الحادي عشر تُظهر على اليمين في الزاوية عملية لاستئصال البواسير

وردت أول إشارة إلى هذا المرض سنة 1700 قبل الميلاد في بردية مصرية، وكانت تحتوي على النصائح التالية:
«... يتوجب عليك إعطاء وصفة، وهي مرهم يؤمّن حِماية كبيرة؛ معدّ من أوراق وجذور السنط المسحوقة والمطبوخة معاً. اغمس شريطاً من الكتان الناعم فيه وضعه في فُتحة الشرج، فيتعافى المريض على الفور.» في 460 قبل الميلاد، كوربوس أبقراط يَشرح طريقة مُماثِلة لربط الشريط المطاطي: «وبنفس الطريقة يُمكن علاج البواسير عن طريق ثقبها بإبرة وربطُها بخيط صُوفي سميك جداً ولا تُضمدها قبل أن تسقط، واترك أحدها للخلف، وعندما يَتَعافى المريض، ضعهُ على دورة عِلاجية من الخربق». وقد ذَكر الكتاب المقدس مرض الباسور بلفظ قديم وهو (اللاتينية: emerods).‏
وصف آولوس كورنيليوس سلزوس (25 قبل الميلاد - 14 ميلادية) إجْرَاءات ربط الباسور واستئصاله، وناقَشَ المُضاعفات المحتملة لإجرائها. أما جالينوس فكان يدعو لقطع الاتصال بين الشرايين والأوردة، مُدعياً بأنَهُ يُخفف من الألم وانتشار الغرغرينا. وجاء في ساسروتا سامهيتا، (القرن 4 - 5 للميلاد)، ما يُشبه كلام أبقراط، مع التشديد على نظافة الجُرْح. وفي القرن الثالث عشر، أحرز الجراحون الأوروبيون مثل لانفرانك الميلاني، غي دي شولياك، وهنري دي موندفيل وجون الأرديني تقدماً كبيراً وتطويراً للتقنيات الجِراحية.
الباسور هو دَمامِل وتقرّحات وزوائد لحمية تكون في المقعدة يصحبها أحياناً دم، وهي من كلمة «باسورا» السريانية، ومعناها «العنب غير الناضج»، المُبوسِر هو المصاب بالبواسير، وقد ذُكر ذلك في بيت للشاعر المُولَّد ابن طليق، وفي الفقه الإسلامي، إن كان الدم خارجياً فلا ينقض الوضوء، وإن كان داخلياً، فذلك ينقض الوضوء إن كان الدم متقطعاً، أما إن كان متواصلاً فلا يجب عليه الوضوء تخفيفاً على المريض، ويجب على المبوسِر القيام للصلاة فإن شقّ عليه القيام فيصلي قاعداً أو على جنبه وفقاً لما رواه البخاري «عن عِمْرَانَ بْنِ حُصَيْنٍ رَضِيَ اللَّهُ عَنْهُ قَالَ: كَانَتْ بِي بَوَاسِيرُ فَسَأَلْتُ النَّبِيَّ صَلَّى اللَّهُ عَلَيْهِ وَسَلَّمَ عَنْ الصَّلاةِ، فَقَالَ: (صَلِّ قَائِمًا، فَإِنْ لَمْ تَسْتَطِعْ فَقَاعِدًا، فَإِنْ لَمْ تَسْتَطِعْ فَعَلَى جَنْبٍ)».
استُعْملتْ كلِمة «hemorrhoids-هَمَرُوْيدس» لأول مرة في اللغة الإنجليزية عام 1398، وكانت مستمدة من الفرنسية القديمة "emorroides"، ومن اللاتينية "hæmorrhoida hæmorrhoida"،‏ والمشتقة بدورها من الإغريقية αἱμορροΐς ‏(haimorrhois)، بمعنى «القدرة على تصريف الدم»، بحيث تعني الكلمة بشقيهاhaima الدم، و rhoos تدفق، وهي نفسُها كلِمَة rheo بمعنى تدفُق.

## حالات بارزة
اضطر لاعب البيسبول الشهير جورج بريت إلى التوقف عن متابعة اللعب في دورة الألعاب الدولية عام 1980 بسبب آلام البواسير. لكن بعد خضوعه لعملية جراحية بسيطة، عاد بريت للعب في المباراة التالية، وقال مازحاً: «....كل مشاكلي خلفي» وخضع بريت لجراحة أخرى للبواسير في فصل الربيع التالي. كما خضع المعلق السياسي المحافظ غلين بيك لجراحة البواسير، واصفاً في وقت لاحق تجربته غير السارة في فيديو على يوتيوب عام 2008، حظي بمشاهدة واسعة النطاق. كما خضع الرئيس الأمريكي الأسبق جيمي كارتر لعملية جراحية للبواسير في عام 1984.

## توصيات للمرضى
هذه توصيات عامة للمصابين بالباسور، ولا تُغني عن استشارة الطبيب أو تعليماته:
- لا تُستخدم المسكنات المركزية كالكودائين وما شابهه لأنها تُسبب الإمساك مما يفاقم الأمر.[50]
- يُنصح بالإكثار من تناول السوائل.[50]
- تُستخدم الملينات كاللاكتولوز ورافعات الكتلة البرازية كالبسيليوم.[50]
- ينصح بالإكثار من تناول الخضار والفواكه الطازجة.[50]
- يُنصح عدم تأخير زمن التبرز بعد الإحساس بالامتلاء (عادة ما يكون ذلك بعد الوجبات).[50]
- يُنصح بعدم جعل مدة التبرز طويلة فهذا مضر بالحالة.[50]

## وصلات خارجية
- موقع الطبي: ما هو الباسور، أسبابه وطرق علاجه (بالعربية)
- موقع ويب طب: أعراض البواسير، الأسباب والعلاج (بالعربية)
- موقع بابونج: أسباب البواسير، أعراضها وعلاجها (بالعربية)